# Dork Tower
 (janvier 2020).
Si vous disposez d'ouvrages ou d'articles de référence ou si vous connaissez des sites web de qualité traitant du thème abordé ici, merci de compléter l'article en donnant les références utiles à sa vérifiabilité et en les liant à la section « Notes et références ».

Dork Tower (« La Tour du dork ») est une série de bande dessinée de l'Américain John Kovalic, d'abord publiée sur Internet à partir de 1997 puis en version papier.

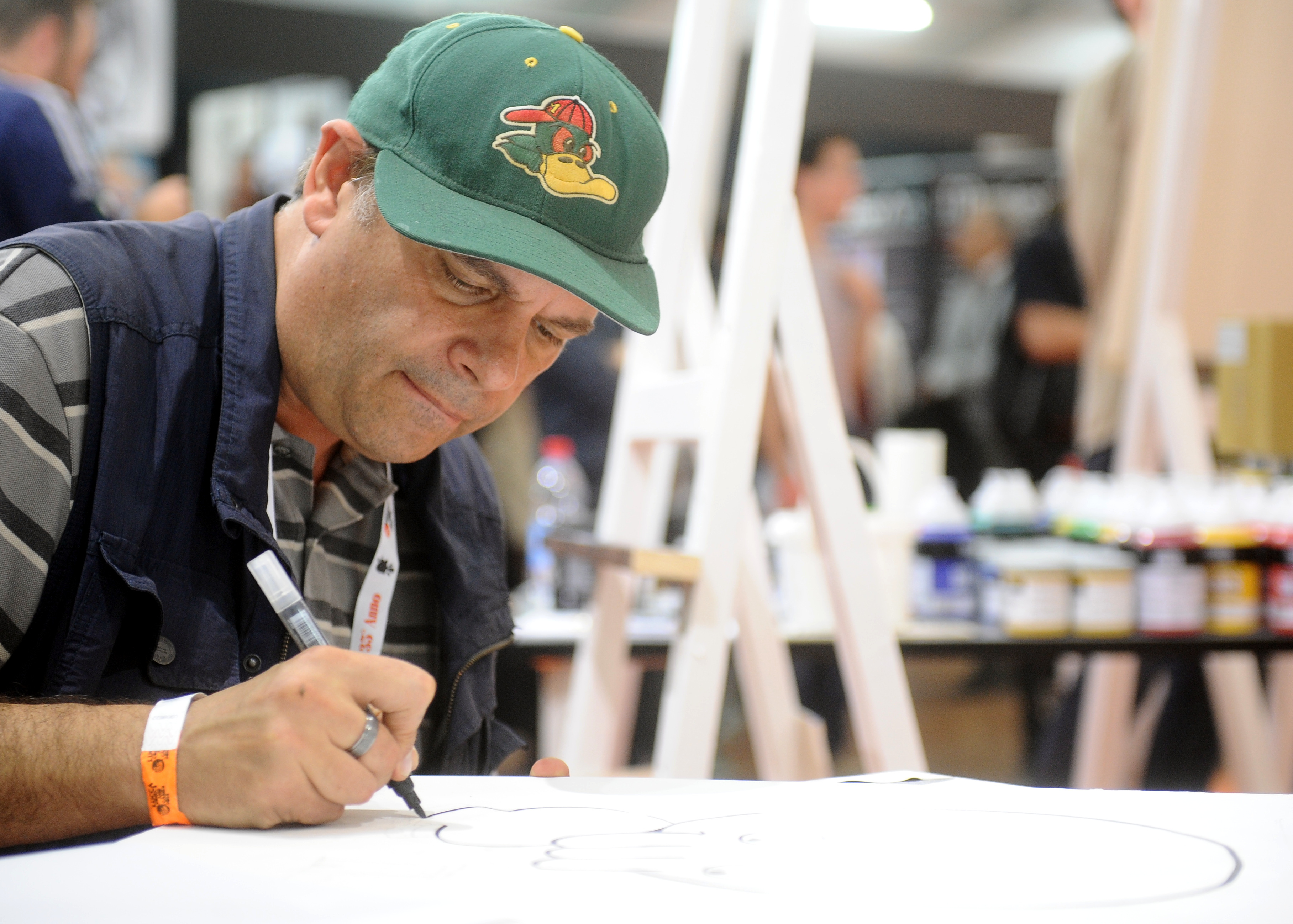
Photo de John Kovalic au Lucca Comics & Games en 2014.

L'histoire raconte les parties de jeu de rôle d'un groupe d'amis vivant dans la ville fictive de Mud Bay, dans le Wisconsin.
Dork Tower a été prépublié dans plusieurs magazines de jeux de rôle ou de jeux de cartes à collectionner Dragons et Undefeated aux États-Unis, et Backstab en France.
Les trois premiers comics de Dork Tower traduits par Cécile Delaroue ont été édités en Français par Darwin Project.
Un dork est un joueur de jeux de rôle compulsif qui ne parle que de son hobby, de films et de littératures fantastiques qui a beaucoup de mal à être à l'aise en société. En France, on pourrait traduire dork par blaireau ou par geek.

## Les protagonistes
- Carson, le rat musqué. habitué à jouer des guerriers.
- Ken, le seul à avoir un travail et un semblant de vie sociale. Il joue généralement un prêtre.
- Matt, le meneur de jeu, souvent desepéré, éternel romantique.
- Igor, l'archétype du rôliste à tendance bourrin. Monomaniaque, il achète toutes les nouveautés tous les mois.
- Gilly, une gothique joueuse de Vampire : la Mascarade.

## Les personnages de Dork Tower dans les jeux de société
Les héros de Dork Tower ont illustré plusieurs jeux :
- le jeu d'échecs pour quatre joueurs Rosworth de l'éditeur américain Out of the Box.
- Chez Dork, un jeu de cartes de l'éditeur Steve Jackson Games.
- La série des Munchkins, jeux de société de Steve jackson.

## Publications en français
- Dork Tower, Darwin Project[2] :

1. Le Seigneur des Blaireaux, les deux tours, 2001.
2. Apocalypse Nabot, 2003.
3. Blaireau malgré lui, 2003.